# Le Tremblet
Le Tremblet est un lieu-dit de l'île de La Réunion, Département et région d'outre-mer français dans le sud-ouest de l'océan Indien. Situé sur le territoire de la commune de Saint-Philippe, il constitue le dernier ensemble d'habitations avant le rempart du Tremblet lorsqu'on suit la route nationale 2 entre Saint-Joseph et Saint-Benoît. Dès lors placé à proximité de l'Enclos Fouqué, soit la dernière caldeira formé par ce volcan, il a été évacué à l'occasion de l'éruption du Piton de la Fournaise en avril 2007.

## Histoire
D'après l'étude publiée en 1968 sous le titre « Les pêcheurs de Saint-Philippe » dans la revue Perspectives et réalités réunionnaises, le port du Tremblet, qui comptait sept barques pour vingt-trois pêcheurs en 1957, est abandonné en 1963. À ce moment-là, sur vingt pêcheurs, cinq seulement vont exercer ailleurs, les autres se réorientant alors vers l'agriculture.

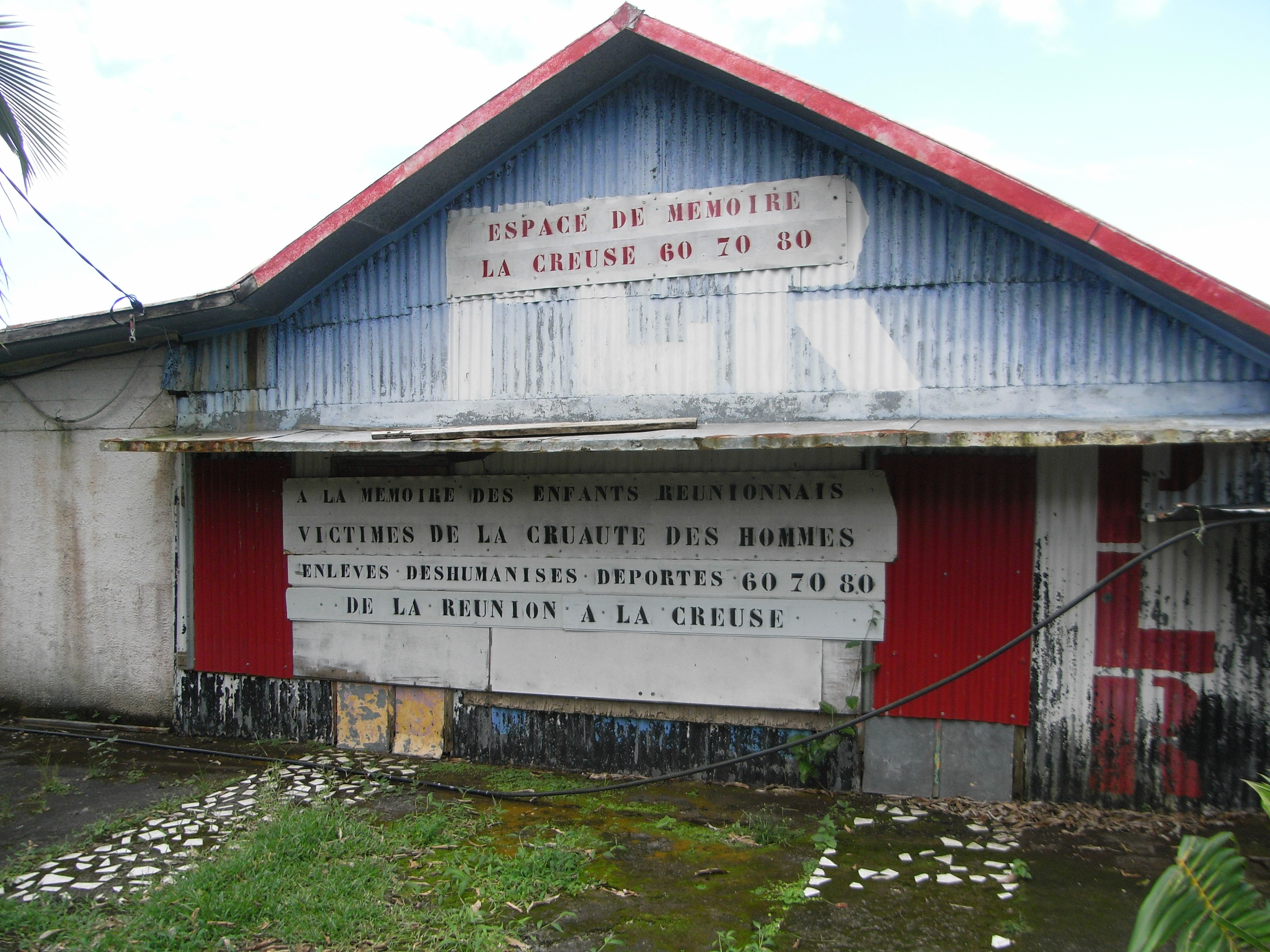
Espace de mémoire des victimes du Bumidom - Le Tremblet